# Milltown, Wisconsin
Milltown är en ort i Polk County i delstaten Wisconsin, USA.